# إليس كورمان
إليس كورمان هو فلاح وسياسي كندي، ولد في 22 سبتمبر 1894 في Stoney Creek, Ontario ‏ في كندا، وتوفي في 9 أغسطس 1956. نشط حزبياً في الحزب الليبرالي الكندي. وقد انتخب عضو مجلس العموم الكندي.